# Phare de Punta Remedios
Le phare de Punta Remedios (en espagnol : Faro de Punta Remedios) est un phare actif situé près de Acajutla dans le Département de Sonsonate au Salvador. Il est géré par l'Autorité portuaire d'Accajutla.

## Histoire
Le phare, mis en service en 1905, a été établi après qu'un ouragan en 1902 ait détruit de nombreux navires dans la région. Le phare est situé près de Playa Los Cóbanos (ceb) au sud-est d’Acajutla.

## Description
Ce phare  est une tour métallique pyramidale à claire-voie, avec une galerie circulaire et une balise de 12 m de haut. Il émet, à une hauteur focale d'environ 16 m, un long éclat blanc de deux secondes par période de 20 secondes. Sa portée est de 14 milles nautiques (environ 26 km).
Identifiant : ARLHS : ELS-001 - Amirauté : G3378 - NGA : 111-15372 .

## Caractéristique dufeu maritime
Fréquence : 20 secondes (W)
- Lumière : 2 secondes
- Obscurité : 18 secondes

### Lien connexe
- Liste des phares du Salvador